# Mary Maxwell Gates
Mary Ann Maxwell Gates (ur. 5 lipca 1929 w Seattle w stanie Waszyngton, zm. 10 czerwca 1994) – amerykańska bizneswoman, działaczka społeczna i nauczycielka. Była pierwszą kobietą przewodniczącą King County's United Way, pierwszą kobietą zasiadającą w krajowym komitecie wykonawczym United Way, gdzie służyła przede wszystkim z CEO IBM, Johnem Oplem, oraz pierwszą kobietą w zarządzie w Washington's First Interstate Bank. Zasiadała w organach kierowniczych wielu znaczących korporacji, takich jak Unigard Security Insurance Group i Pacific Northwest Bell. Przez 18 lat (1975–1993) była członkinią rady regentów w University of Washington. Była matką Billa Gatesa, współzałożyciela Microsoftu.

## Życiorys
Mary Ann Maxwell była córką bankiera Jamesa Willarda Maxwella i Adele Thompson. Rodzice wzięli ślub w 1927. Dziadek Mary Ann ze strony ojca, James Willard Maxwell, w latach 1911–1929 był prezesem państwowego banku w Seattle i dyrektorem oddziału Banku Rezerw Federalnych San Francisco w Seattle. Mary Ann ukończyła liceum im. Roosevelta w Seattle, po czym uczęszczała na University of Washington, gdzie otrzymała dyplom w 1950. Poślubiła Williama H. Gatesa i we wczesnych latach 50. XX w. uczyła w szkole. Po tym, jak jej mąż został współzałożycielem kancelarii prawnej, zaczęła brać udział w różnych akcjach społecznych. Podjęła szereg woluntarystycznych działań, odegrała rolę w fundacji szpitala dziecięcego w Seattle i działalności wielu innych organizacji non profit. Pełniła funkcję zarządczyni młodzieżowej ligi Seattle w latach 1966 i 1967. Miała trójkę dzieci, w tym Billa Gatesa. 
Zmarła w wieku 64 lat w swoim domu w Seattle. Przez wiele miesięcy zmagała się z rakiem piersi. Po jej śmierci w domenie publicznej pojawiła się informacja o tym, że była ofiarą próby porwania.

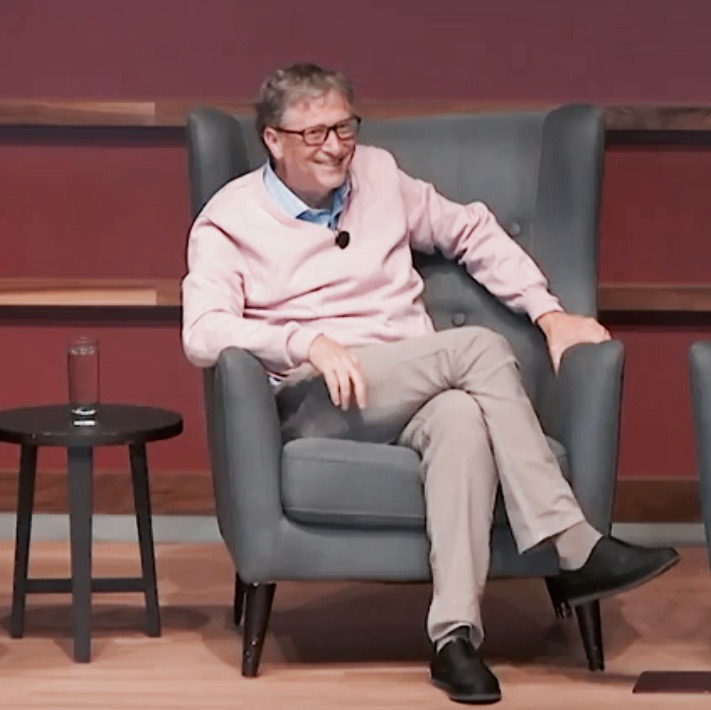
Syn Mary Gates, Bill Gates

## Kariera
W 1975 gubernator Daniel J. Evans wyznaczył Gates do rady regentów jej alma mater. Kierowała w niej akcją zbycia udziałów University of Washington w RPA w proteście przeciwko apartheidowi. Ponadto zasiadała w Radzie Dyrektorów Fundacji UW, Radzie Medical Center UW oraz Radzie Doradczej Business School UW.
Gates przez wiele lat zasiadała również w zarządach kilku dużych korporacji: First Interstate Bank of Washington, Unigard Security Insurance Group oraz Pacific Northwest Bell Telephone Company, która przekształciła się w USWEST Communications, a także oraz KIRO Incorporated.
W 1980 została powołana do zarządu krajowej organizacji United Way, a w 1983 została pierwszą kobietą, która stanęła na jej czele. Uważa się, że jej kadencja w komitecie wykonawczym zarządu krajowego w kluczowym momencie pomogła firmie Microsoft z siedzibą w Seattle. W 1980 rozmawiała o firmie swojego syna z Johnem Oplem, członkiem komitetu i prezesem International Business Machines Corporation (IBM). Opel, według niektórych źródeł, wspomniał o Mary Ann Gates innym członkom kierownictwa IBM. Kilka tygodni później IBM zaryzykował i zatrudnił Microsoft, wówczas małą firmę programistyczną, do opracowania systemu operacyjnego dla swojego pierwszego komputera osobistego.

## Upamiętnienie
Rodzina założyła dwa fundusze jej imienia na University of Washington. Jeden z budynków University of Washington jest nazwany na jej cześć. Mieści się tam biuro praw mniejszości i równości. 